# 中国驻马里大使馆
中华人民共和国驻马里共和国大使馆（法語：Ambassade de la République populaire de Chine en République du Mali），简称中国驻马里大使馆，是中华人民共和国驻马里的外交代表机构。